# Locomotiva FS E.403
Le locomotive FS E.403 sono delle locomotive elettriche, costruite per le Ferrovie dello Stato Italiane, nate come evoluzione del precedente gruppo E.402B.

## Caratteristiche
Le locomotive E.403 hanno una parte elettrica ed elettronica differente rispetto alla E.402B. Lo stadio d'ingresso rimane lo stesso. Il circuito di trazione è un bistadio 4Q+inverter a IGBT a disco press-pack (attualmente unica applicazione per convertitori di trazione di elevata potenza in Europa)  con motori asincroni trifasi e raffreddamento ad acqua. La locomotiva dispone di frenatura elettrica a recupero e reostatica e di frenatura meccanica a dischi con due dischi per asse. Essa è inoltre equipaggiata con gruppi statici di conversione a 450 V CA 60 Hz (2×210 kVA) per l'alimentazione dei servizi ausiliari. Le E.403 sono inoltre dotate di sistema di comando multiplo di tipo TCN via cavo UIC a 18 poli. La locomotiva mantiene le stesse caratteristiche estetiche e la stessa impostazione meccanica (eccettuati i carrelli) della precedente E.402B da cui deriva: infatti la denominazione iniziale era E.402C. Rispetto alle E.402B, le E.403 posseggono 2 pantografi monobraccio invece che a parallelogramma. Il progetto iniziale prevedeva 4 pantografi monobraccio per le catenarie a 1,5 kV CC, 3 kV CC, 15 kV ~ 16 2/3 Hz e 25 kV ~ 50 Hz perché venne progettata come locomotiva da treni merci. Alla fine si scartó il pantografo per le reti svizzere e austriache a 15 kV ~ e rimasero gli altri 3 quando a settembre 2018, Trenitalia fece smontare il pantografo da 25 kV rendendole monotensione. Sotto la catenaria a 1,5 kV possono funzionare ma a potenza dimezzata, come le E.402B.
Le locomotive sono predisposte al nuovo segnalamento europeo ERTMS.
A luglio 2021 viene emesso un bando relativo al rinnovo dell'impianto antincendio di 23 unità del gruppo.

### Limitazioni e criticità
Le E.403 sono soggette alle seguenti limitazioni:
- ERTMS/ETCS disabilitato.
- Dopo circa 7 anni di fermo nei depositi d'Italia, a causa di rilevanti problemi all'impianto anti-slittamento le locomotive E.403 hanno cominciato il preesercizio presso la divisione Cargo di Trenitalia.

- Nel settembre 2018, Trenitalia ha deciso di rimuovere da tutte le E.403 il pantografo per la captazione da catenaria a 25kV CA 50 Hz, rendendole di fatto locomotive monotensione.

Dal 2012 tutte le macchine sono state riassegnate alla divisione passeggeri nazionale/internazionale per il traino di treni a media e lunga distanza.
Le E.403 sono quotidianamente utilizzate al traino di InterCity Giorno e InterCity Notte del versante tirrenico e godono di buona affidabilità, nonostante i vari problemi riscontrati all'immissione in servizio.
Il 15 gennaio 2019, dopo anni di limitazione delle funzionalità di telecomando, il primo treno reversibile con la locomotiva E.403.011 in coda ha svolto servizio passeggeri sulla relazione Intercity 704 Bari - Roma. 
Secondo quanto riportato da Ferrovie.info, si sta progettando di riattivare il sistema ERTMS sulle E.403. La prima macchina a vedere il sistema riattivato sarebbe la E.403.006. Per la verifica dell'installazione sarebbero state effettuate corse di prova notturne sulla linea AV tra Bologna e Milano, effettuate in regime di interruzione.

## Livree
All'atto della consegna le E.403 hanno ricevuto di fabbrica la livrea XMPR, dopodiché hanno adottato quella Intercity Giorno.  Nell'estate 2024 l'E.403.008 revisionata presso le OGR di Verona Porta Vescovo ha visto l'applicazione della nuova livrea interCity dedicata al servizio interCity Notte, contraddistinta dai colori azzurro e blu.

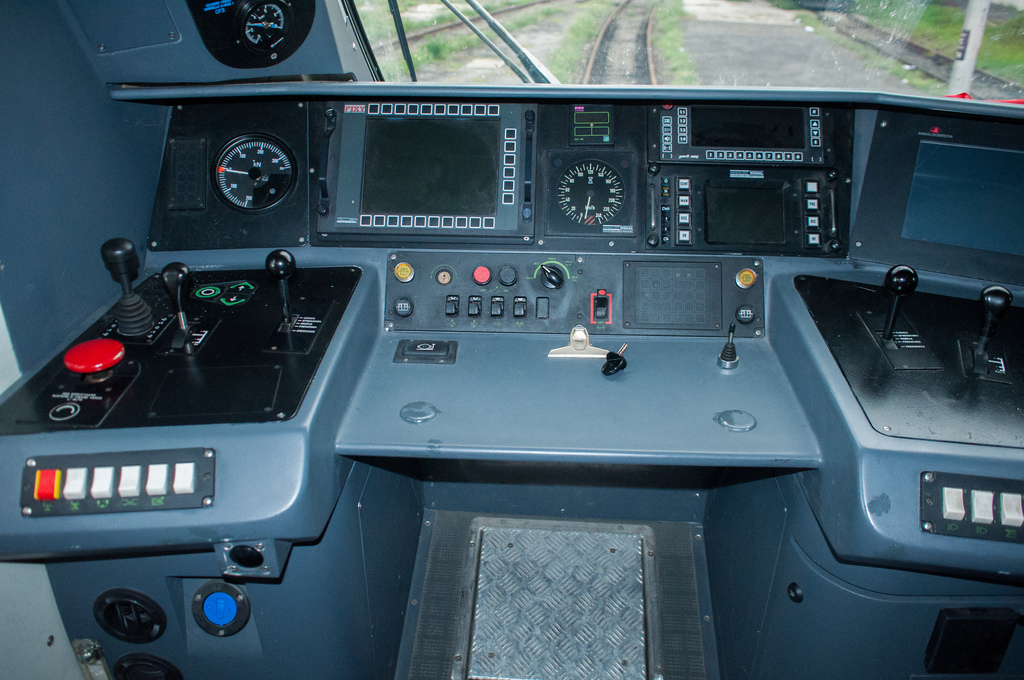
Banco di manovra della E.403

## Incidenti
Il 17 luglio 2015 la E.403.010 è risultata vittima di un incidente per errato stazionamento a Roma San Lorenzo. A seguito dei danni riportati al telaio è stata accantonata e successivamente demolita nel novembre 2023, essendo troppo oneroso un intervento di ripristino. Di fatto è stata l'unica E.403 a non ricevere l'applicazione della livrea InterCity Giorno (IC Sun) e a conservare inalterato nel tempo la livrea XMPR.

## Note

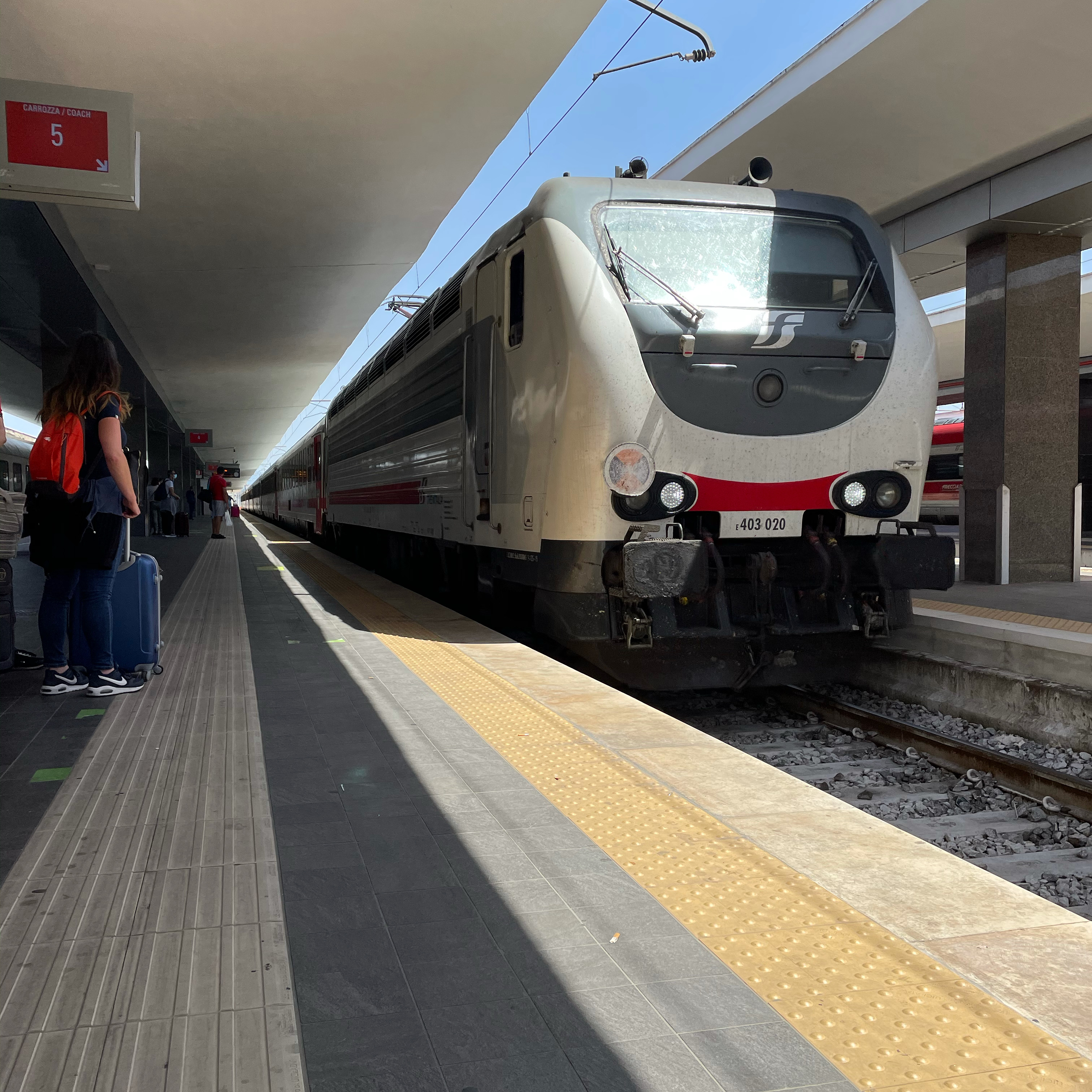
Locomotiva E.403-020 in livrea Intercity. Qui in entrata a Napoli C.le in testa all'IC 733 Roma Termini - Siracusa